# Conferência Episcopal das Antilhas
A Conferência Episcopal das Antilhas é uma conferência episcopal da Igreja Católica. Seus membros são bispos e arcebispos de algumas das atuais e ex-colônias e dependências do Reino Unido, Países Baixos e França do Caribe. Membros da conferência inclui cinco arquidioceses, catorze dioceses, e duas missões sui iuris. Estas igrejas particulares lideram os católicos em treze nações independentes, seis colônias britânicas, três departamentos da França, e duas regiões autônomas dos Países Baixos. Além disso, o bispo de uma área insular dos Estados Unidos foi aceito com status de observador.
A conferência episcopal é liderada por um presidente, que deve ser um diocesano, que é eleito pelos membros da Conferência para um mandato de três anos. A conferência também elege um vice-presidente, que tem as mesmas qualificações que o presidente e um tesoureiro, que pode ser um diocesano, um bispo-coadjutor, ou um bispo auxiliar. Além disso, um conselho permanente, composto pelo presidente, vice-presidente, tesoureiro, pelo arcebispo metropolitano, e outros dois membros eleitos, lida com questões administrativas entre as reuniões plenárias da conferência. O presidente da conferência é atualmente Donald Reece, arcebispo de Kingston.
O Santa Sé nomeia um delegado apostólico para a Conferência, que também serve como o Núncio Apostólico para as nações independentes da conferência, exceto Belize. A nunciatura está localizada em Porto da Espanha, Trindade e Tobago. O delegado apostólico atual é o arcebispo estadunidense Thomas Edward Gullickson.

## Membros
| Diocese                             | Bispo(s)                                                                 | Território(s)                                                                               |
| Província de Castries               | Província de Castries                                                    | Província de Castries                                                                       |
| ----------------------------------- | ------------------------------------------------------------------------ | ------------------------------------------------------------------------------------------- |
| Arquidiocese de Castries            | Gabriel Malzaire Robert Rivas, O.P.                                      | Santa Lúcia                                                                                 |
| Diocese de Roseau                   |                                                                          | Dominica                                                                                    |
| Diocese de São Jorge                | Vincent Darius, O.P.; Sydney Charles (emérito)                           | Granada                                                                                     |
| Diocese de São João-Basseterre      | Sede vacante; Joseph Bowers, S.V.D (emérito)                             | Antígua e Barbuda · São Cristóvão e Neves · Monserrate · Anguila · Ilhas Virgens Britânicas |
| Província de Kingston               |                                                                          |                                                                                             |
| Arquidiocese de Kingston            | Donald Reece; Lawrence Burke (emérito); Edgerton Clarke (emérito)        | Jamaica                                                                                     |
| Diocese da Cidade de Belize-Belmopã | Dorick McGowan Wright; Osmond Martin (emérito)                           | Belize                                                                                      |
| Diocese de Mandeville               | Neil Tiedemann, C.P.; Gordon Bennett (emérito); Paul Boyle (emérito)     | Jamaica                                                                                     |
| Diocese de Montego Bay              | Charles Dufour                                                           | Jamaica                                                                                     |
| Missão sui iuris das Ilhas Caimã    | Allen Vigneron                                                           | Ilhas Caimã                                                                                 |
| Província de Nassau                 |                                                                          |                                                                                             |
| Arquidiocese de Nassau              | Patrick Pinder                                                           | Bahamas                                                                                     |
| Diocese de Hamilton                 | Robert Kurtz, C.R.                                                       | Bermudas                                                                                    |
| Missão sui iuris de Turcas e Caicos | John J. Myers                                                            | Turcas e Caicos                                                                             |
| Província de Porto da Espanha       |                                                                          |                                                                                             |
| Arquidiocese de Porto da Espanha    | Edward Joseph Gilbert, C.Ss. R.                                          | Trinidad e Tobago                                                                           |
| Diocese de Bridgetown               | Charles Jason Gordon; Anthony Dickson (emérito); Malcolm Gault (emérito) | Barbados                                                                                    |
| Diocese de Georgetown               | Francis Alleyne, O.S.B.; Benedict Singh (emérito)                        | Guiana                                                                                      |
| Diocese de Kingstown                | Charles Jason Gordon                                                     | São Vicente e Granadinas                                                                    |
| Diocese de Paramaribo               | Karel Marinus Choennie                                                   | Suriname                                                                                    |
| Diocese de Willemstad               | Luigi Secco                                                              | Aruba · Curaçau · São Martinho · Países Baixos Caribenhos                                   |
| Província de Forte da França        |                                                                          |                                                                                             |
| Arquidiocese de Forte da França     | Gilbert Méranville; Maurice Marie-Sainte (emérito)                       | Martinica                                                                                   |
| Diocese de Basse-Terre              | Ernest Cabo                                                              | Guadalupe                                                                                   |
| Diocese de Caiena                   | Emmanuel Lafont                                                          | Guiana Francesa                                                                             |
| Observador                          |                                                                          |                                                                                             |
| Diocese de São Tomás                | Herbert A. Bevard; Elliot Griffin Thomas (emérito)                       | Ilhas Virgens Americanas                                                                    |

## Ligçaões externas
- Site oficial